# Oliver North

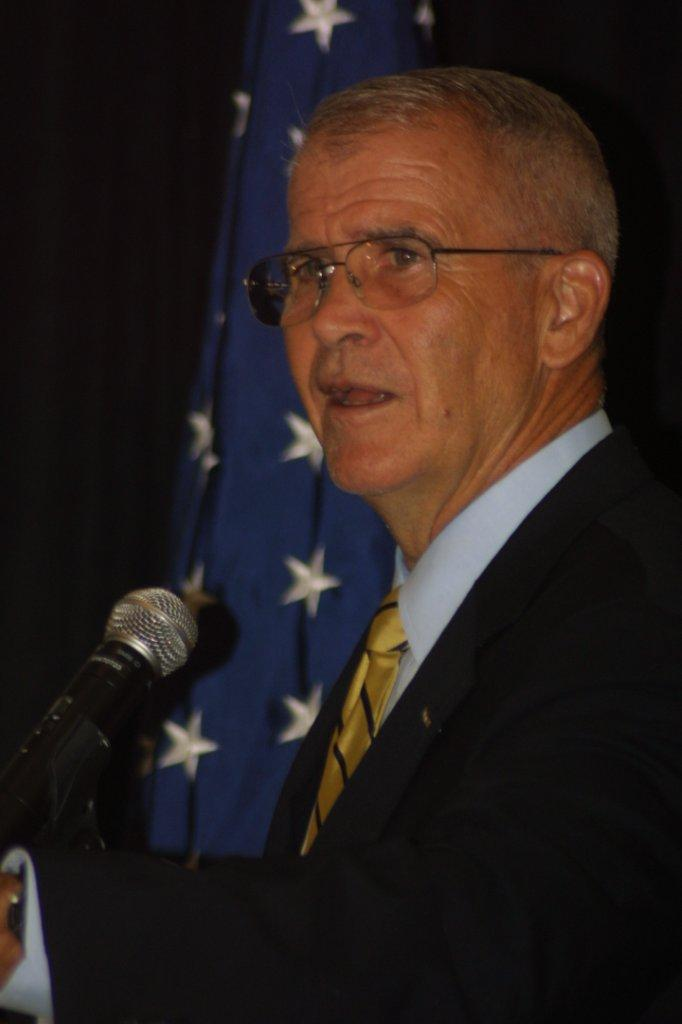
Oliver North, 2010

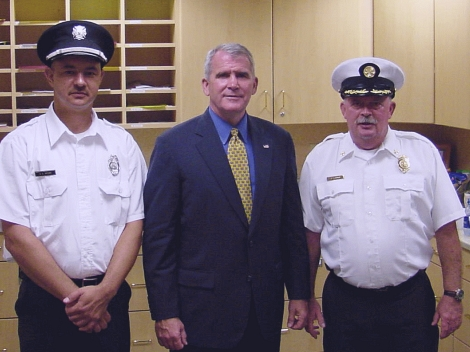
Oliver North (in der Mitte) 2004

Oliver Laurence North (* 7. Oktober 1943 in San Antonio, Texas) ist ein US-amerikanischer Militäroffizier a. D., Historiker, Publizist, Politiker und Aktivist der politischen Rechten.
Im Marine Corps der Vereinigten Staaten hatte North zuletzt den Rang eines Lieutenant Colonel inne. Der Veteran des Vietnamkrieges arbeitete als Agent der CIA und war als militärischer Berater des Nationalen Sicherheitsrates die Schlüsselfigur der Iran-Contra-Affäre während der Präsidentschaft Ronald Reagans. North trat 1994 als Republikaner für den Senat der Vereinigten Staaten an und arbeitete anschließend publizistisch und als Kommentator für Fox News. Von 2018 bis zum 29. April 2019 war er Präsident der Waffen-Interessengruppe National Rifle Association (NRA).

## Iran-Contra-Affäre
Am 25. November 1986 machte Justizminister Edwin Meese im Rahmen einer Pressekonferenz im Weißen Haus erstmals offiziell die Vorgänge um die Iran-Contra-Affäre („Irangate“) bekannt. Millionen Dollar waren durch illegale Waffenlieferungen an den Iran, der sich seit 1980 im Krieg mit dem Irak befand (Erster Golfkrieg), eingenommen und heimlich in die Unterstützung der Contras in Nicaragua weitergeleitet worden, die in einem Guerilla-Krieg gegen die sandinistische Regierung des Landes kämpften (Contra-Krieg). Die Organisation dieser Vorgänge lag beim Nationalen Sicherheitsrat der Vereinigten Staaten. Noch am selben Tag trat John Poindexter, der Sicherheitsberater des Präsidenten, zurück und Oliver North, damals militärischer Berater des Nationalen Sicherheitsrates, wurde von Präsident Reagan entlassen.
Ab Juli 1987 wurde North von einem Komitee des Kongresses, das die Iran-Contra-Affäre untersuchte, mehrmals befragt. 1988 wurde er wegen seiner Handlungen im Rahmen seiner Tätigkeit als Berater des Nationalen Sicherheitsrates angeklagt. Er verteidigte sich damit, dass er an das Ziel, die Contras in Nicaragua zu unterstützen, glaubte. Von den ihn unterstützenden Medien wurde er als loyaler Soldat, der nur Befehle befolgte, dargestellt.
Das Gericht sprach ihn schuldig, in den Jahren 1985 und 1986 illegal Waffen in den Iran geliefert und mit den Gewinnen aus diesen Transaktionen die Contras unterstützt zu haben. Norths Netzwerk kaufte hierfür große Mengen Waffen für die Rebellen von Monzer al-Kassar, einem in den USA bekannten Terroristen. Als Angeklagter räumte North während des Verfahrens ein, den Untersuchungsausschuss des amerikanischen Senats über die illegale Militärhilfe falsch unterrichtet und bei seinen Aktivitäten stets mit Unterstützung des damaligen Direktors der CIA, William Joseph Casey, gehandelt zu haben. Nachgewiesen wurde ihm auch der Versuch, sämtliche belastenden E-Mails der Reagan-Regierung zu löschen. North wurde deshalb zu einer Haftstrafe von 3 Jahren auf Bewährung, 150.000 $ Geldstrafe und zur Ableistung von 1.200 Stunden gemeinnütziger Arbeit verurteilt. Das Urteil wurde 1990 allerdings in der Berufungsinstanz wegen Verfahrensfehlern aufgehoben. Zu einer erneuten Verurteilung kam es nicht.

## Weitere Aktivitäten bei der Contra-Unterstützung
Die Untersuchung einer Senatskommission unter John Kerry kam 1989 zu dem Ergebnis, dass ein von North kreiertes privatisiertes Contra-Netzwerk von Drogenschmugglern zur Tarnung ihrer Operationen genutzt wurde. Während im Untersuchungsbericht keine Angaben dazu gemacht wurden, ob North selber am Schmuggel beteiligt war, wurden im Bericht allerdings zahlreiche Einträge in Norths Notizen erwähnt, die im Zusammenhang zum Drogenschmuggel stehen. In den von North geschriebenen Tagebucheinträgen wird nach Angaben der Zeitung Washington Post keine Verhinderung von Drogenermittlungen erwähnt. John Lawn, ein ehemaliger Leiter in der US-Drogenbekämpfungsbehörde DEA, gab als Zeuge allerdings an, dass North Undercover-Untersuchungen der DEA verriet und damit auch das Leben der Undercover-Agenten aufs Spiel setzte.

## Weitere Karriere
Bei der Wahl zum US-Senat 1994 kandidierte North in Virginia für die Republikaner und zog im Wahlkampf Kritik der früheren First Lady, Nancy Reagan auf sich, weil North gegenüber dem und über den Präsidenten gelogen habe. North verlor die Wahl mit 43 zu 46 Prozent der Stimmen gegen den Demokraten Chuck Robb, der den Sitz damals innehatte.
North wurde zu einem Idol der amerikanischen Konservativen und hat mehrere Bücher mit hohen Auflagen veröffentlicht, darunter Under Fire, One More Mission, War Stories – Operation Iraqi Freedom, Mission Compromised, The Jericho Sanction und The Assassins. In verschiedenen amerikanischen Fernsehserien trat er in Gastrollen auf, in denen er sich selbst oder eine ihm nachempfundene Figur darstellt, darunter die Sitcom Wings und drei Episoden der Serie JAG – Im Auftrag der Ehre. Bis 2018 arbeitete er als Moderator und Kommentator für den Fernsehsender Fox News. Beim Fox News Radio moderierte er die Serie „War Stories“ mit Berichten aus den jüngeren Kriegen unter amerikanischer Beteiligung.
North ist im Vorstand der Waffenlobbyisten-Organisation National Rifle Association und wurde am 7. Mai 2018 zu deren Präsidenten bestimmt. 2019 kündigte er an, nicht für eine zweite Amtszeit zur Verfügung zu stehen und übergab das Amt am 29. April 2019 an seine Nachfolgerin Carolyn D. Meadows.

## Trivia
Der britische Autor Patrick Robinson widmet seinen 2003 veröffentlichten Roman Barracuda 945 – Gefährlicher Einsatz „voller Respekt meinem guten Freund Lt. Colonel Oliver North“. Er schreibt weiter: „Seine  militärischen  und weltpolitischen Kenntnisse sind so erstaunlich, dass man auf ihn noch öfter hören sollte, als dies sowieso schon der Fall ist.“